# Woestijnvis
Woestijnvis is een Belgisch televisiebedrijf dat sinds 1997 televisieprogramma's produceert als Alles kan beter, In de gloria, Het Geslacht De Pauw en Het Eiland, dramaseries als De Parelvissers, Van vlees en bloed en  De Ronde, spelprogramma's als De Mol, De Pappenheimers en De Slimste Mens ter Wereld en humaninterestseries als Man bijt hond.
De holding van Woestijnvis, NV De Vijver Media, die ook eigenaar is van de Vlaamse televisiezenders Play4, Play5 en Play6 en voor de helft van het Vlaamse radiostation NRJ België, kwam in juni 2014 voor 50% in handen van Telenet. Die overname werd echter pas in februari 2015 goedgekeurd door de Europese Commissie. Op 7 maart 2018 werd bekendgemaakt dat Telenet De Vijver Media volledig overnam.

## Situering
De benaming Woestijnvis verwijst naar een blunder in Rad van Fortuin. In dit VTM-programma gaf een kandidaat met de letters W..ST..NV.S op de bordjes als antwoord "woestijnvis". Dat moest "woestijnvos" zijn.
Woestijnvis werd opgericht in 1997 door Wouter Vandenhaute, samen met Jan Huyse en Erik Watté. Het eerste programma (Man bijt hond) werd uitgezonden op 1 september 1997. In 2000 nam de toenmalige Vlaamse Uitgeversmaatschappij VUM (nu Corelio) een participatie van 20% in Woestijnvis, die later tot 40% werd verhoogd.
In 2000 won het programma De Mol de Gouden Roos van Montreux. Het format is inmiddels doorverkocht aan zo'n 50 landen. Zo wordt het in Nederland sinds 1999 uitgezonden als Wie is de Mol?.
Het productiehuis Woestijnvis was producent van diverse televisieprogramma's voor de VRT, waarmee het een exclusiviteitscontract had tot 2011. De daaraan verbonden kosten bedroegen jaarlijks ongeveer 30 miljoen euro. Een aantal van hun programma's zijn verkocht aan buitenlandse televisiezenders, zoals "Man bijt hond" aan de Nederlandse NCRV. Woestijnvis was tot april 2007 gevestigd op het bedrijventerrein Horizonpark te Zaventem. Het gebouw aldaar heeft dienstgedaan als het Cynalco-gebouw uit Het Eiland. In 2007 verhuisde Woestijnvis naar een groter gebouw in Vilvoorde.
Op 26 januari 2008 werd bekendgemaakt dat Woestijnvis een participatie van 40% nam in concurrent deMENSEN. Sinds 2012 heeft De Vijver Media geen aandelen meer in deMENSEN.

In 2010 verkreeg de De Vijver (de holding die Woestijnvis beheert) een participatie van 49% in Humo. Humo verhuisde naar de gebouwen van Woestijnvis maar opereert onafhankelijk van Woestijnvis. Daarvoor is ook een constructie uitgewerkt waarin Humo onderdeel is van NV De Vijver en niet van Woestijnvis.
In 2011 deed NV De Vijver een bod om de televisiezenders VT4 en VIJFtv over te nemen van Mediagroep ProSiebenSat1. Deze groep was op zoek naar overnemers van zijn tv- en radiozenders in Scandinavië, Nederland en Vlaanderen. Op 20 april 2011 werd De Vijver eigenaar van VT4 en VijfTV. De zenders werden in september 2012 omgedoopt in VIER en VIJF.
Op 7 maart 2018 werd bekendgemaakt dat Telenet De Vijver Media volledig overnam. Het telecom- en mediabedrijf werd zo de enige eigenaar van de tv-zenders VIER, VIJF en ZES, de helft van het stadsradiostation NRJ België en van het productiehuis Woestijnvis.
In 2021 is De Vijver Media gefuseerd met Woestijnvis door overname en is Telenet de rechtstreekse eigenaar van Woestijnvis en SBS. Hier is geen overkoepelende holding meer, zodat er geen directe connectie meer is. Dat is belangrijk voor externe klanten van het productiehuis, zoals de VRT, die een duidelijke afscheiding willen tussen Woestijnvis en SBS.

## Televisieprogramma's
| Programma                                | Startdatum | Einddatum | Aantal seizoenen | Aantal afleveringen | Zenders                                              | Record kijkcijfers | Datum             |
| ---------------------------------------- | ---------- | --------- | ---------------- | ------------------- | ---------------------------------------------------- | ------------------ | ----------------- |
| Man bijt hond                            | 1997       | 2013      | 16               | 2935                | TV1 / één (1997-2012) VIER (2013)                    | 1.302.461          | 7 februari 2012   |
| De Commissie Wyndaele                    | 1997       | 1998      | 2                | 26                  | TV1                                                  |                    |                   |
| Alles kan beter                          | 1997       | 1999      | 2                | 26                  | Canvas                                               |                    |                   |
| De XII werken van Vanoudenhoven          | 1998       | 1999      | 2                | 26                  | TV1                                                  | 1.837.185          | 12 december 1999  |
| De Mol                                   | 1998       | heden     | 11               | 91                  | TV1 (1998-2003) VIER (2016-2020) Play4 (2021-)       | 1.942.673          | 12 maart 2000     |
| Wijlen de Week                           | 1999       | 1999      | 1                | 17                  | Canvas                                               |                    |                   |
| De laatste show                          | 1999       | 2012      | 14               |                     | TV1 / één                                            |                    |                   |
| In de gloria                             | 2000       | 2001      | 2                | 20                  | Canvas                                               |                    |                   |
| Euro 2000                                | 2000       | 2000      | 1                |                     |                                                      |                    |                   |
| De quizmaster                            | 2000       | 2000      | 1                | 11                  | TV1                                                  | 1.281.933          | 26 maart 2000     |
| Napels Zien                              | 2000       | 2003      | 3                |                     | TV1                                                  |                    |                   |
| Mannen op de Rand van een Zenuwinzinking | 2001       | 2001      | 1                | 13                  | TV1                                                  | 1.685.446          | 18 februari 2001  |
| Alles komt terug                         | 2001       | 2001      | 1                | 12                  | TV1                                                  | 1.453.770          | 9 december 2001   |
| De Blijde Boodschap                      | 2002       | 2002      | 1                | 10                  | TV1                                                  |                    |                   |
| Bal Mondial                              | 2002       | 2002      | 1                |                     | TV1                                                  |                    |                   |
| Via Vanoudenhoven                        | 2002       | 2002      | 1                | 10                  | TV1                                                  | 1.416.940          | 3 maart 2002      |
| De fiets van Pavlov                      | 2002       | 2002      | 1                | 6                   | TV1                                                  |                    |                   |
| De Pappenheimers                         | 2003       | 2016      | 13               |                     | TV1 / één (2003-2012) VIER (2013-2016)               | 2.055.629          | 5 februari 2012   |
| De Slimste Mens ter Wereld               | 2003       | heden     | 21               | 757                 | TV1 / één (2003-2011) VIER (2012-2020) Play4 (2021-) | 2.140.869          | 27 januari 2011   |
| Het Rob-Rapport                          | 2004       | 2004      | 1                | 10                  | TV1                                                  | 1.626.158          | 29 februari 2004  |
| Het Eiland                               | 2004       | 2005      | 2                | 13                  | TV1 / één                                            |                    |                   |
| Het Geslacht De Pauw                     | 2004       | 2005      | 2                | 21                  | TV1 / één                                            |                    |                   |
| Vive le Tour                             | 2005       | 2005      | 1                | 24                  | Sporza                                               |                    |                   |
| Neveneffecten                            | 2005       | 2009      | 2                | 13                  | Canvas                                               |                    |                   |
| De Believers                             | 2006       | 2006      | 1                | 6                   | één                                                  |                    |                   |
| De Parelvissers                          | 2006       | 2006      | 1                | 6                   | één                                                  | 1.507.300          | 26 februari 2006  |
| De moeder van mijn dochter               | 2006       | 2006      | 1                |                     | één                                                  | 739.500            | 6 maart 2006      |
| Alles Uit De Kast                        | 2006       | 2006      | 1                | 16                  | één                                                  |                    |                   |
| Willy's en Marjetten                     | 2006       | 2006      | 1                | 11                  | één                                                  | 850.600            | 29 oktober 2006   |
| Nooitgedacht                             | 2006       | 2009      | 3                | 29                  | Canvas                                               |                    |                   |
| 0032                                     | 2007       | 2007      | 1                |                     | één                                                  |                    |                   |
| Terug naar Siberië                       | 2006       | 2007      | 1                | 8                   | één                                                  | 1.055.900          | 11 december 2006  |
| Belga Sport                              | 2007       | 2019      | 9                | 71                  | Canvas                                               |                    |                   |
| Het programma van Wim Helsen             | 2008       | 2008      | 1                |                     | Canvas                                               |                    |                   |
| Ladies First                             | 2008       | 2008      | 1                | 8                   | één                                                  |                    |                   |
| Van vlees en bloed                       | 2009       | 2009      | 1                | 7                   | één                                                  | 1.994.260          | 5 februari 2009   |
| Voor eens & voor altijd                  | 2009       | 2009      | 1                | 8                   | Canvas                                               |                    |                   |
| De jaren stillekes                       | 2009       | 2010      | 2                | 26                  | één                                                  | 1.482.586          | 7 november 2010   |
| Een simpel plan                          | 2009       | 2009      | 1                | 6                   | één                                                  | 445.915            | 14 september 2009 |
| Meneer Doktoor                           | 2009       | 2009      | 1                | 9                   | Canvas                                               | 452.099            | 5 december 2009   |
| Leuven Hulp                              | 2009       | 2009      | 1                |                     | één                                                  | 855.100            | 21 december 2009  |
| De school van Lukaku                     | 2010       | 2010      | 1                | 10                  | één                                                  | 559.529            | 30 augustus 2010  |
| God en klein Pierke                      | 2010       | 2012      | 2                | 17                  | één                                                  | 1.419.337          | 2 januari 2012    |
| In Godsnaam                              | 2010       | 2012      | 2                | 18                  | één (2010) VIER (2012)                               | 1.414.516          | 15 februari 2010  |
| Basta!                                   | 2011       | 2011      | 1                | 6                   | één                                                  | 1.561.667          | 24 januari 2011   |
| De Ronde                                 | 2011       | 2011      | 1                | 9                   | één                                                  | 2.125.198          | 13 februari 2011  |
| De Rechtbank                             | 2011       | heden     | 9                | 86                  | één (2011) VIER (2012-heden)                         | 1.133.895          | 28 november 2011  |
| Scheire en de schepping                  | 2012       | heden     | 4                | 29                  | één (2012) VIER (2013-2014) Play4 (2021-)            | 1.369.375          | 15 april 2012     |
| De Kruitfabriek                          | 2012       | 2013      | 1                |                     | VIER                                                 | 479.858            | 17 september 2012 |
| Goe Gebakken                             | 2012       | 2013      | 1                |                     | VIER                                                 |                    |                   |
| De Bende Haemers                         | 2012       | 2012      | 1                |                     | VIER                                                 |                    |                   |
| Plan B                                   | 2012       | 2012      | 1                |                     | VIER                                                 |                    |                   |
| Dr. Livingstone                          | 2012       | 2012      | 1                | 9                   | VIER                                                 | 489.227            | 28 november 2012  |
| Met man en macht                         | 2013       | 2013      | 1                | 8                   | VIER                                                 | 1.012.441          | 18 februari 2013  |
| De Bleekweide                            | 2013       | 2013      | 1                | 8                   | één                                                  | 880.444            | 10 februari 2013  |
| De Slimste Gemeente                      | 2013       | 2014      | 2                | 72                  | VIER                                                 |                    |                   |
| Rasters                                  | 2013       | 2013      | 1                | 90                  | VIER                                                 |                    |                   |
| Spelen met uw Leven                      | 2013       | 2013      | 1                | 8                   | VIER                                                 | 304.972            | 18 april 2013     |
| De moestuin volgens Wim                  | 2013       | 2014      | 2                |                     | VIER                                                 |                    |                   |
| Geubels en de Belgen                     | 2013       | 2014      | 2                | 18                  | VIER                                                 | 921.300            | 30 oktober 2014   |
| De Ideale Wereld                         | 2013       | heden     | 14               | 518                 | VIER (2013-2015) Canvas (2016-heden)                 | 426.946            | 5 januari 2016    |
| 2013                                     | 2013       | 2014      | 1                |                     | VIER                                                 |                    |                   |
| Kristel gaat vreemd                      | 2013       | 2013      | 1                | 7                   | VIER                                                 |                    |                   |
| Los Easy Riders                          | 2013       | 2014      | 1                |                     | VIER                                                 |                    |                   |
| Heylen en de Herkomst                    | 2014       | 2015      | 2                | 16                  | VIER                                                 | 588.671            | 10 maart 2015     |
| Topdokters                               | 2014       | heden     | 7                | 64                  | VIER                                                 | 683.677            | 27 januari 2020   |
| Het beste moet nog komen                 | 2014       | 2014      | 1                |                     | VIER                                                 |                    |                   |
| De Recherche                             | 2014       | heden     | 4                |                     | VIER                                                 | 832.800            | 28 oktober 2014   |
| Bloot en Speren                          | 2014       | 2015      | 2                | 12                  | VIER                                                 | 534.788            | 13 november 2014  |
| Achter de Rug                            | 2015       | 2016      | 2                | 14                  | VIER                                                 |                    |                   |
| Geubels en de Idioten                    | 2015       | 2015      | 1                | 8                   | VIER                                                 |                    |                   |
| De Blauwe Gids                           | 2015       | 2015      | 1                | 8                   | VIER                                                 | 350.000            |                   |
| De Idioten                               | 2016       | 2016      | 1                | 8                   | VIER                                                 |                    |                   |
| 't Is gebeurd                            | 2016       | 2018      | 4                | 26                  | VIER                                                 | 455.042            | 19 maart 2016     |
| De Bril van Martin                       | 2016       | 2016      | 1                | 4                   | VIER                                                 |                    |                   |
| Glammertime                              | 2016       | 2016      | 2                | 14                  | VIER                                                 | 300.000            | 13 april 2016     |
| Callboys                                 | 2016       | 2019      | 2                | 14                  | VIER                                                 | 1.258.335          | 15 september 2016 |
| Strafpleiters                            | 2017       | 2017      | 1                | 6                   | Canvas                                               | 304.032            | 6 november 2017   |
| Hotel Römantiek                          | 2017       | heden     | 3                | 23                  | VIER                                                 | 470.968            | 2 maart 2017      |
| Control Pedro                            | 2017       | 2019      | 3                | 27                  | VIER                                                 | 308.017            | 5 maart 2018      |
| Alles voor de koers                      | 2017       | heden     | 1                | 5                   | één                                                  |                    |                   |
| De klas                                  | 2017       | 2019      | 2                | 17                  | één                                                  | 952.832            | 7 februari 2017   |
| Vrede op Aarde                           | 2017       | heden     | 6                | 61                  | één                                                  | 1.167.006          | 23 december 2019  |
| Zelfde deur, 20 jaar later               | 2018       | heden     | 2                | 18                  | één                                                  | 1.141.599          | 23 november 2020  |
| De Dag                                   | 2018       |           | 1                |                     |                                                      |                    |                   |
| De Campus Cup                            | 2019       | heden     | 5                | 120                 | Canvas (2019-2020) één (2021-)                       |                    |                   |
| Geub                                     | 2019       | 2019      | 1                | 8                   | één                                                  | 783.769            | 3 september 2019  |
| Misdaaddokters                           | 2019       | 2019      | 1                | 6                   | Canvas                                               | 280.216            | 6 februari 2019   |
| Komen te gaan                            | 2019       | 2020      | 2                | 11                  | één                                                  |                    |                   |
| Ooit Vrij                                | 2019       | heden     | 2                | 16                  | VIER                                                 | 503.501            | 9 december 2019   |
| Donderen in Keulen                       | 2019       | 2019      | 1                | 13                  | één                                                  | 1.073.082          | 1 december 2019   |
| Brain Man                                | 2020       | 2020      | 1                | 5                   | Canvas                                               | 291.162            | 7 januari 2020    |
| Procureurs                               | 2020       | 2020      | 1                | 4                   | Canvas                                               | 433.110            | 20 januari 2020   |
| De Container Cup                         | 2020       | 2022      | 3                | 61                  | VIER (2020) Play4 (2021-)                            | 488.711            | 26 april 2020     |
| Opvoeden doe je zo                       | 2020       | heden     | 1                | 8                   | VIER                                                 | 402.062            | 15 oktober 2020   |
| De Anderhalve Meter Show                 | 2020       | 2020      | 1                | 6                   | VIER                                                 | 443.882            | 13 oktober 2020   |
| Over de oceaan                           | 2020       | heden     | 2                | 16                  | Play4                                                | 554.897            | 25 januari 2021   |
| Mauve                                    | 2021       | heden     |                  |                     | Play Sports Open                                     |                    |                   |
| Strafrechters                            | 2021       | 2021      | 1                | 4                   | Canvas                                               | 442.289            | 26 januari 2021   |
| Viva la Feta                             | 2022       | heden     | 2                | 16                  | Play4                                                | 398.015            | 20 maart 2023     |
| Het Proces Dat Niemand Wou               | 2022       | 2022      | 1                | 3                   | Streamz                                              |                    |                   |
| Doe zo voort                             | 2022       | 2022      | 1                | 8                   | Streamz                                              |                    |                   |
| Nonkels                                  | 2022       | 2022      | 1                | 8                   | Play4                                                | 438.619            | 10 mei 2022       |
| Zillion                                  | 2022       |           |                  |                     |                                                      |                    |                   |
| Uncle Martin                             | 2022       | 2022      | 1                | 8                   | één                                                  |                    |                   |
| Patiënt Pedro                            | 2022       | 2023      | 1                | 4                   | Play4                                                |                    |                   |
| Patiënt Dompi                            | 2023       | 2023      | 1                | 4                   | Play4                                                |                    |                   |
| Jan Jaap op zondag                       | 2023       | 2023      | 1                | 10                  | Play4                                                |                    | 8 januari 2023    |
| Recht naar de gevangenis                 | 2023       | 2023      | 1                | 8                   | Play4                                                |                    |                   |
| Boris                                    | 2023       | 2023      | 1                | 8                   | Play4                                                |                    |                   |
| Wolfpack                                 | 2023       |           | 1                |                     | Prime Video                                          |                    |                   |
| Amai zeg wauw!                           | 2023       | heden     | 2                | 46                  | VRT1                                                 | 537.958            | 4 september 2023  |
| Ik heb het u letterlijk juist gezegd     | 2023       | heden     | 1                | 8                   | VRT1                                                 |                    |                   |
| Rainbow Remco                            | 2023       | 2023      | 1                | 4                   | Streamz                                              |                    |                   |

1. ↑  coproductie met een ander productiehuis
2. 1 2 3 4  scenario geleverd aan FBO

Ook nog:
- 11, omkadering van de Belgische voetbalcompetitie voor Belgacom TV (2005-heden)

## Connectie met Humo
In 1999, tijdens een aflevering van De XII Werken van Vanoudenhoven was Guy Mortier, de toenmalige hoofdredacteur van het blad Humo, te gast. Mortier stelde Rob Vanoudenhoven voor een uitdaging. Hij moest als eenmalige actie een televisieblad lanceren dat meer nummers zou verkopen dan Humo. Vanoudenhoven wist deze opdracht met succes te volbrengen, wat de redactie van Woestijnvis op het idee bracht om zelf een weekblad op te richten. In januari 2001 lag een Nieuw Fijn Weekblad van Woestijnvis in de winkels onder de naam Bonanza. De naam was geïnspireerd door de gelijknamige westernserie: Bonanza. Mortier ervoer deze daad destijds als een dolk in de rug, zeker omdat Bonanza zichzelf profileerde als zware concurrentie voor Humo en een aanzienlijk aantal Humo-journalisten naar Bonanza overstapten. Ondanks alle heisa stopte Bonanza amper negen maanden later, in augustus 2001, vanwege een gebrek aan compatibiliteit tussen de tv-activiteiten en het maken van een magazine. Humo reageerde opgelucht met een grote advertentie in het laatste nummer, waarbij twee cowboys in een krantenwinkel staan: Bonanza stopt? Damned, doe me dan maar weer een Humo.
Ondanks deze onderlinge concurrentie bleven Woestijnvis en Humo nauw met elkaar verbonden. Hun programma's werden geregeld door Humo gesponsord en omgedraaid spendeerde het blad ook veel pagina's aan elk nieuw populair Woestijnvis-programma. In 2010 verkocht Sanoma 49% van haar belangen in Humo aan de NV De Vijver (de holding die Woestijnvis beheert). Sindsdien heeft Woestijnvis dus de leiding over het weekblad en verhuisde de Humo-redactie mee naar de Woestijnvis-vestiging in Vilvoorde. De merknaam Humo met ondertitel onafhankelijk weekblad bleef echter behouden (in november 2011 werd dit alsnog verwijderd.)
In juni 2014 kocht distributeur Telenet 50% van de aandelen van De Vijver Media (de holding boven Woestijnvis). Corelio behoudt 25%, ook Vandenhaute/Watté behouden 25% van de aandelen. Humo wordt verkocht aan Sanoma en wordt terug een onafhankelijk weekblad.

## Film
In oktober 2008 kwam de eerste film uit van Woestijnvis: Loft, geregisseerd door Erik Van Looy. Woestijnvis werkte nadien ook mee aan de Amerikaanse remake.
Op 26 oktober 2016 kwam de tweede film van Woestijnvis uit: De premier, naar een scenario en regie van Erik Van Looy.
In 2020 werd bekend dat Woestijnvis samen met FBO de productie op zich zou nemen van de film Zillion over de gelijknamige discotheek. De regie zou in handen zijn van Robin Pront, die samen met Kevin Meul het scenario had geschreven. Vanwege de toen heersende coronapandemie werd de film met een jaar uitgesteld, waardoor hij pas eind 2022 te zien was.
De eerste speelfilm die door Woestijnvis werd geproduceerd, Loft (2008), brak destijds het record van de succesvolste Vlaamse bioscoopfilm.